# ورزشگاه نیا پارکن
ورزشگاه نیا پارکن (انگلیسی: Nya Parken) یک ورزشگاه چندمنظوره در نورشوپینگ، سوئد است.
این ورزشگاه که در سال ۱۹۰۴ میلادی ساخته شده دارای ۱۷٬۲۳۴ نفر ظرفیت می‌باشد و یکی از ورزشگاه‌های جام جهانی فوتبال ۱۹۵۸ بوده است.

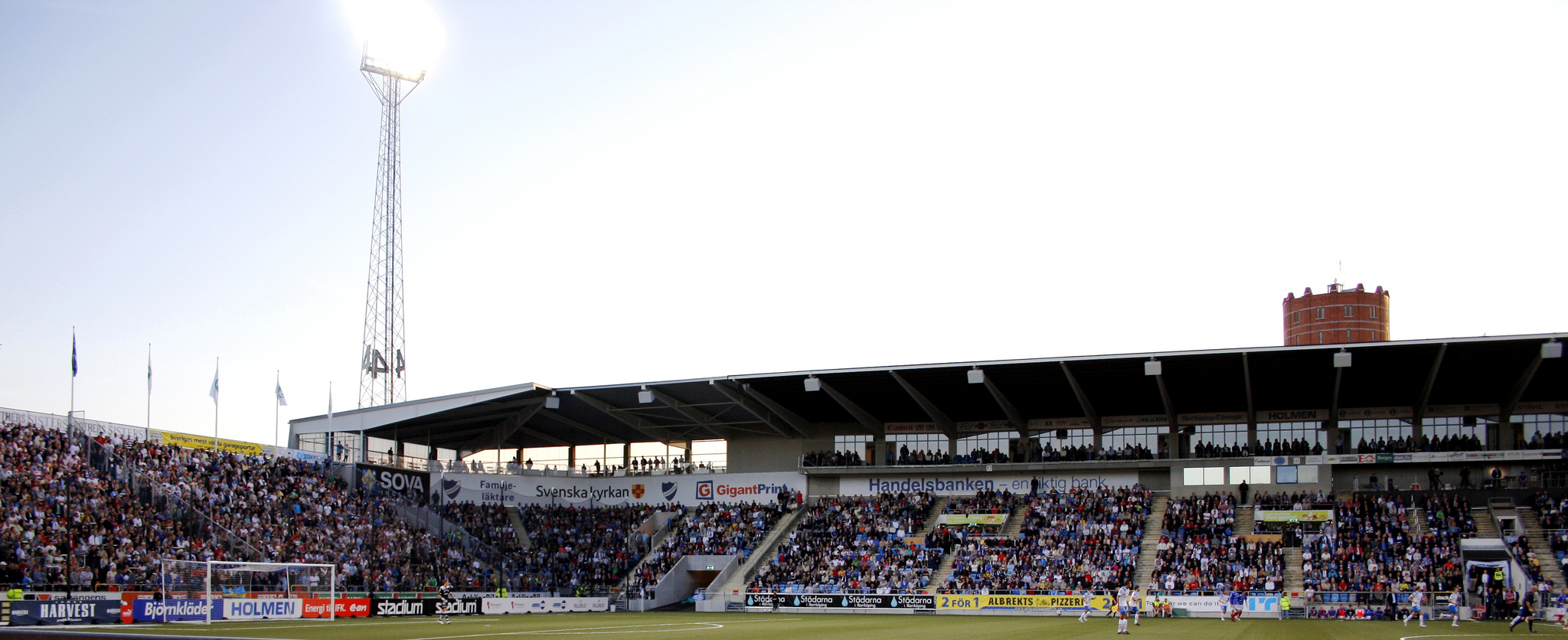